# Trunjenje bitova
Trunjenje bitova (također se rabi nazive raspad bitova, trunjenje podataka, raspad podataka), kolokvijalni je izraz iz računalstva kojim se opisuje postupni raspad nosača podataka ili (u prenesenom značenju) spontano degradiranje softver tijekom vremena. Smisao potonjeg je taj što se softver može istrošiti ili zahrđati kao neko fizičko oruđe. Ipak, ovaj se izraz rabi radi opisivanja trunjenja fizičkih nosača podataka.

## Usporedi
- softverska entropija
- softverska krtost
- softversko trunjenje
- trunjenje poveznica
- trunjenje diska
- cjelovitost podatkovne baze
- kontrolni zbroj
- kodni smrad
- bug (softver)
- špageti kod

## Vanjske poveznice
- Jargon File "Bit rot"